# Thibault Sérié
Thibault Sérié (geb. 25. Juli 2000) ist ein deutsch-französischer Schauspieler, der seit 2008 in deutschen Filmen mitspielt.

## Leben und Wirken
Sein Debüt feierte Thibault im Film Das weiße Band – Eine deutsche Kindergeschichte. Hierfür erhielt er, nach der Goldenen Palme im Jahr 2009, ein Jahr später den Deutschen Filmpreis. Beide Preise wurden für den Film verliehen. Eine Hauptrolle spielte er anschließend im deutschen Fernsehfilm Wohin der Weg mich führt, welcher im Jahr 2010 entstand und 2012 erstmals ausgestrahlt wird.

## Filmografie (Auswahl)

### Kino
- 2009: Das weiße Band – Eine deutsche Kindergeschichte

### Fernsehen
- 2012: Wohin der Weg mich führt